# Eduard Dietl
Eduard Wohlrath Christian Dietl  (21 juillet 1890 - 23 juin 1944) est un général allemand de la Seconde Guerre mondiale.

## Carrière
Eduard Dietl est le fils du conseiller financier Eduard Dietl et de sa femme Lina, née Holzhausen. Il passe son baccalauréat en 1909 au lycée de Rosenheim (de).
Dietl s'engage le 1er octobre 1909 comme porte-drapeau dans le 5e régiment d'infanterie royal bavarois (de) de l'armée bavaroise à Bamberg.
D'octobre 1910 à août 1911, il étudie à l'école de guerre de Munich et est nommé lieutenant le 26 octobre 1911. Depuis octobre 1911, il est chef de section dans la compagnie de mitrailleuses du 5e régiment d'infanterie et en août 1914, adjudant du 1er bataillon. Pendant la Première Guerre mondiale, il est engagé sur le front occidental et est blessé en octobre 1914 et en octobre 1918. En janvier 1915, Dietl rejoint le bataillon de réserve du 1er régiment d’infanterie bavarois (de) et en mars 1915, le bataillon de réserve du 5e régiment d'infanterie. Il se trouve ensuite sur le terrain en tant qu'adjudant du 1er bataillon. Le 9 juillet 1915, il est promu lieutenant. En novembre 1916, il est détaché comme 2e adjudant à la 7e brigade d'infanterie. En octobre 1917, il devient adjudant du 5e régiment d'infanterie et en décembre 1917, adjudant de la 7e brigade d'infanterie.
Il est capitaine à la fin de la Première Guerre mondiale et sera intégré dans la Reichswehr en 1920.
Dietl entra dans le parti national-socialiste (alors DAP, plus tard NSDAP) dès 1919, à la même époque qu'Adolf Hitler. Mais il dut quitter le parti en 1921, les activités politiques étant alors interdites aux militaires, ce qui ne l'empêcha pas de rester proche du NSDAP. Il participa ainsi activement à la constitution de la section munichoise de la SA.
Après l'annexion de l'Autriche Dietl, alors Generalmajor, prit le commandement de la 3e division de montagne. C'est à la tête de cette division qu'il participa à la campagne de Pologne.
En avril 1940 il débarque avec trois bataillons de chasseurs de montagne en Norvège, dans le port de Narvik, où les Allemands, sévèrement accrochés par le corps expéditionnaire allié, avec même une fuite de Dietl vers la frontière suédoise, vont finalement rester, début juin, maîtres du terrain. Le 22 juin 1941 il engage le combat contre les Soviétiques depuis la Finlande avec pour objectif Mourmansk. Ayant échoué dans cette mission, il va tenir la Laponie finlandaise à la tête de la 20e Armée de montagne de 1942 jusqu'à sa mort dans un accident d'avion à Rettenegg, Styrie, en juin 1944.

## Promotions
| Gefreiter                 | 29 janvier 1910  |
| Unteroffizier             | 11 mars 1910     |
| Fähnrich                  | 4 mai 1910       |
| Leutnant                  | 26 octobre 1911  |
| Oberleutnant              | 9 juillet 1915   |
| Hauptmann                 | 29 août 1919     |
| Major                     | 1er février 1930 |
| Oberstleutnant            | 1er février 1933 |
| Oberst                    | 1er janvier 1935 |
| Generalmajor              | 1er avril 1938   |
| Generalleutnant           | 1er avril 1940   |
| General der Gebirgstruppe | 19 juillet 1940  |
| Generaloberst             | 1er juin 1942    |

## Décorations
- Croix de fer (1914)
  - 2e classe (1914)
  - 1re Classe (1916)
- Insigne des blessés
  - en Noir (1917)
  - en Argent (1918)
- Ordre du Mérite militaire de Bavière
  - 2e Classe (?)
  - 4e Classe avec épées (1918)
  - 4e Classe avec couronne (?)
- Ordre de la Rose blanche finnois grande croix avec étoile et épées (1941)
- Ordre de la Croix de la Liberté finnois
  - 1re classe avec étoile, feuilles de chêne et épées (1941)
  - Grand croix avec épées (1944)
- Symbole d'or du Parti nazi en Or (1943)
- Insigne de pilote-observateur en Or avec diamants (?)
- Croix d'honneur (1935)
- Médaille de l'Anschluss (?)
- Médaille des Sudètes (?)
- Agrafe de la croix de fer (1939)
  - 2e classe (1939)
  - 1re classe (1940)
- Insigne de combat des destroyers (1940)
- Insigne de Narvik (1941)
- Médaille du Front de l'Est (1942)
- Croix de chevalier de la croix de fer avec feuilles de chêne et glaives
  - Croix de chevalier le 9 mai 1940 en tant que Generalleutnant et commandant de la 3. Gebirgs-Division[3]
  - 1re feuilles de chêne le 19 juillet 1940 en tant que Generalleutnant et commandant général du Gebirgs-Korps Norwegen[3]
  - 72e épées le 1er juillet 1944 (à titre posthume) en tant que Generaloberst et commandant en chef de la 20. Gebirgs-Armee[3]
- Mentionné dans la revue Wehrmachtbericht le 10 juin 1940